# Grand Prix Chantal Biya
Le Grand Prix Chantal Biya est une compétition cycliste organisée chaque année au Cameroun. Créée en 2001, la course fait partie de l'UCI Africa Tour depuis 2006.
La course porte le nom de Chantal Biya, la femme du président du Cameroun Paul Biya.

## Palmarès
| Année | Vainqueur          | Deuxième           | Troisième             |
| ----- | ------------------ | ------------------ | --------------------- |
| 2001  | Pays inconnu       | Pays inconnu       | Pays inconnu          |
| 2002  | Pays inconnu       | Pays inconnu       | Pays inconnu          |
| 2003  | Luo Jianshi        | Martinien Tega     | Koji Fukushima        |
| 2004  | Sébastien Duclos   | Martinien Tega     | Yukiya Arashiro       |
| 2005  | Pays inconnu       | Pays inconnu       | Pays inconnu          |
| 2006  | Flaubert Douanla   | Frédéric Geminiani | Martinien Tega        |
| 2007  | Peter van Agtmaal  | Julien Gonnet      | Scott Lyttle          |
| 2008  | Thomas Rostollan   | Florent Barle      | Flaubert Douanla      |
| 2009  | Peter van Agtmaal  | Joseph Sanda       | Sylvain Georges       |
| 2010  | Martinien Tega     | Hervé Raoul Mba    | Sébastien Galtié      |
| 2011  | Yves Ngue Ngock    | Marek Čanecký      | Sébastien Reichenbach |
| 2012  | Alexandre Mercier  | Aurélien Gay       | Pavol Polievka        |
| 2013  | Yves Ngue Ngock    | Alexandre Join     | Bolodigui Ouattara    |
| 2014  | Mekseb Debesay     | Essaïd Abelouache  | Clovis Kamzong        |
| 2015  | Mouhssine Lahsaini | Gérémie Nzeke      | Endrik Puntso         |
| 2016  | Martial Roman      | Simon Guglielmi    | Hervé Raoul Mba       |
| 2017  | Clovis Kamzong     | Ján Andrej Cully   | Martin Mahdar         |
| 2018  | Juraj Bellan       | Clovis Kamzong     | Issiaka Cissé         |
| 2019  | Azzedine Lagab     | Marek Čanecký      | Arjan Hofman          |
| 2020  | Moïse Mugisha      | Lukáš Kubiš        | Clovis Kamzong        |
| 2021  | Lukáš Kubiš        | Jordi Slootjes     | Clovis Kamzong        |
| 2022  | Axel Taillandier   | Lukáš Kubiš        | Clovis Kamzong        |
| 2023  | Yacine Hamza       | Oussama Khafi      | Samuel Niyonkuru      |
| 2024  | Wesley Van Dyck    | Yacine Hamza       | Wannes Heylen         |